# Noc przed egzaminami
Noc przed egzaminami (wł. Notte prima degli esami) – włoska komedia romantyczna z 2006 roku w reżyserii Fausto Brizziego, z Nicolasem Vaporidisem i Cristianą Capotondi w rolach głównych, o problemach młodzieży wkraczającej w dorosłe życie.
Twórcy filmu, wybierając tytuł, zainspirowali się piosenką Antonella Vendittiego z 1984 roku.

## Fabuła
Rzym lat osiemdziesiątych. Grupa uczniów liceum przygotowuje się do egzaminu dojrzałości. Luca zakochuje się w Claudii, źle traktując swojego nauczyciela literatury, który będzie wchodził w skład komisji egzaminacyjnej. Alice jest zakochana, ale boi się wyznać swoje uczucie, bo obiekt jej miłości kocha kogoś innego.

## Obsada
W filmie wystąpili:
- Nicolas Vaporidis jako Luca Molinari
- Cristiana Capotondi jako Claudia Martinelli
- Giorgio Faletti jako Profesor Antonio Martinelli
- Sarah Maestri jako Alice
- Chiara Mastalli jako Simona
- Andrea De Rosa jako Massi
- Eros Galbiati jako Riccardo
- Elena Bouryka jako Valentina
- Valeria Fabrizi jako babcia Adele
- Armando Pizzuti jako Santilli
- Marco Aceti jako Cesare

## Nagrody
Obraz nagrodzono statuetkami David di Donatello w 2006 w kategoriach: dla debiutującego reżysera, dla najlepszego filmu, za najlepszy scenariusz, dla najlepszego producenta. Był też nagradzany na festiwalach filmowych w: Annecy, Bastii, Capri i Taorminie. Aktorzy protagoniści – Cristiana Capotondi i Nicolas Vaporidis – uhonorowani zostali Nagrodą Guglielmo Biraghiego w 2007, przyznawaną przez Syndykat Włoskich Dziennikarzy Filmowych.